# Interlands Lets voetbalelftal 1990-1999
Deze pagina toont een chronologisch en gedetailleerd overzicht van de interlands die het Lets voetbalelftal speelde in de periode 1990 – 1999 na de ontmanteling van de Sovjet-Unie als eenheidsstaat. Vooruitlopend op de boedelscheiding speelde de nationale ploeg van Letland in 1991 in totaal twee officieuze interlands.

## Interlands

### 1991
|                                                                    |         |                                          |         |                                                                                  |
| 16 november Baltische Beker 1991 Officieus duel «onderlinge duels» | Estland | 0 – 2                                    | Letland | Žalgirisstadion, Klaipėda Toeschouwers: 200 Scheidsrechter: Gintaras Dilda (LTU) |
| 16 november Baltische Beker 1991 Officieus duel «onderlinge duels» |         | 42' Dzintaras Sprogis 79' Igors Troickis |         | Žalgirisstadion, Klaipėda Toeschouwers: 200 Scheidsrechter: Gintaras Dilda (LTU) |

|                                                                    |                          |       |                      |                                                                                   |
| 17 november Baltische Beker 1991 Officieus duel «onderlinge duels» | Litouwen                 | 1 – 1 | Letland              | Kretinga Arena, Kretinga Toeschouwers: 500 Scheidsrechter: Kestutis Birieta (LTU) |
| 17 november Baltische Beker 1991 Officieus duel «onderlinge duels» | Aurelijus Skarbalius 20' |       | 14' Vitalijs Teplovs | Kretinga Arena, Kretinga Toeschouwers: 500 Scheidsrechter: Kestutis Birieta (LTU) |

### 1992
|                                                                  |                                 |       |         |                                                                                  |
| 8 april Vriendschappelijk № 100 «onderlinge duels» 18:00 (UTC+3) | Roemenië                        | 2 – 0 | Letland | Stadionul Steaua, Boekarest Toeschouwers: 6.000 Scheidsrechter: Marc Batta (FRA) |
| 8 april Vriendschappelijk № 100 «onderlinge duels» 18:00 (UTC+3) | Pavel Badea 4' Dan Petrescu 52' |       |         | Stadionul Steaua, Boekarest Toeschouwers: 6.000 Scheidsrechter: Marc Batta (FRA) |

|                                                                 |                     |       |         |                                                                                   |
| 26 mei Vriendschappelijk № 101 «onderlinge duels» 18:00 (UTC+2) | Malta               | 1 – 0 | Letland | Ta' Qalistadion, Ta' Qali Toeschouwers: 2.000 Scheidsrechter: Charles Agius (MLT) |
| 26 mei Vriendschappelijk № 101 «onderlinge duels» 18:00 (UTC+2) | Nicholas Saliba 50' |       |         | Ta' Qalistadion, Ta' Qali Toeschouwers: 2.000 Scheidsrechter: Charles Agius (MLT) |

|                                                                     |                                       |       |                   |                                                                                        |
| 10 juli Baltische Beker 1992 № 102 «onderlinge duels» 18:30 (UTC+3) | Letland                               | 2 – 1 | Estland           | Daugavastadion, Liepāja Toeschouwers: 1.200 Scheidsrechter: Anatolijus Rezepovas (LTU) |
| 10 juli Baltische Beker 1992 № 102 «onderlinge duels» 18:30 (UTC+3) | Ainars Linards 34' Ainars Linards 38' |       | 61' Indro Olumets | Daugavastadion, Liepāja Toeschouwers: 1.200 Scheidsrechter: Anatolijus Rezepovas (LTU) |

|                                                       |                                         |       |                                                                                  |                                                                                 |
| 12 juli Baltische Beker 1992 № 103 «onderlinge duels» | Letland                                 | 2 – 3 | Litouwen                                                                         | Daugavastadion, Liepāja Toeschouwers: 4.300 Scheidsrechter: Ants Nõmmiste (EST) |
| 12 juli Baltische Beker 1992 № 103 «onderlinge duels» | Vitālijs Teplovs 27' Jurijs Popkovs 89' |       | 28' Virginijus Baltušnikas 31' Virginijus Baltušnikas 79' Virginijus Baltušnikas | Daugavastadion, Liepāja Toeschouwers: 4.300 Scheidsrechter: Ants Nõmmiste (EST) |

|                                                                         |                    |       |                                             |                                                                            |
| 12 augustus WK 1994 kwalificatie № 104 «onderlinge duels» 18:30 (UTC+3) | Letland            | 1 – 2 | Litouwen                                    | Daugavastadion, Riga Toeschouwers: 6.897 Scheidsrechter: Jozef Marko (TCH) |
| 12 augustus WK 1994 kwalificatie № 104 «onderlinge duels» 18:30 (UTC+3) | Ainārs Linards 14' |       | 66' Eimantas Poderis 85' Andrius Tereškinas | Daugavastadion, Riga Toeschouwers: 6.897 Scheidsrechter: Jozef Marko (TCH) |

|                                                                         |         |       |            |                                                                              |
| 26 augustus WK 1994 kwalificatie № 105 «onderlinge duels» 18:30 (UTC+3) | Letland | 0 – 0 | Denemarken | Daugavastadion, Riga Toeschouwers: 8.124 Scheidsrechter: Alfred Wieser (AUT) |
| 26 augustus WK 1994 kwalificatie № 105 «onderlinge duels» 18:30 (UTC+3) |         |       |            | Daugavastadion, Riga Toeschouwers: 8.124 Scheidsrechter: Alfred Wieser (AUT) |

|                                                                         |                                                                               |       |         |                                                                                |
| 9 september WK 1994 kwalificatie № 106 «onderlinge duels» 17:00 (UTC+1) | Ierland                                                                       | 4 – 0 | Letland | Lansdowne Road, Dublin Toeschouwers: 18.000 Scheidsrechter: Anders Frisk (SWE) |
| 9 september WK 1994 kwalificatie № 106 «onderlinge duels» 17:00 (UTC+1) | Kevin Sheedy 31' John Aldridge 59' John Aldridge 81' (pen.) John Aldridge 88' |       |         | Lansdowne Road, Dublin Toeschouwers: 18.000 Scheidsrechter: Anders Frisk (SWE) |

|                                                                          |         |       |        |                                                                               |
| 23 september WK 1994 kwalificatie № 107 «onderlinge duels» 20:00 (UTC+3) | Letland | 0 – 0 | Spanje | Daugavastadion, Riga Toeschouwers: 6.220 Scheidsrechter: Roger Philippi (LUX) |
| 23 september WK 1994 kwalificatie № 107 «onderlinge duels» 20:00 (UTC+3) |         |       |        | Daugavastadion, Riga Toeschouwers: 6.220 Scheidsrechter: Roger Philippi (LUX) |

|                                                                        |                        |       |                    |                                                                                   |
| 28 oktober WK 1994 kwalificatie № 108 «onderlinge duels» 18:30 (UTC+2) | Litouwen               | 1 – 1 | Letland            | Žalgirisstadion, Vilnius Toeschouwers: 3.000 Scheidsrechter: Andrew Waddell (SCO) |
| 28 oktober WK 1994 kwalificatie № 108 «onderlinge duels» 18:30 (UTC+2) | Robertas Fridrikas 83' |       | 44' Ainārs Linards | Žalgirisstadion, Vilnius Toeschouwers: 3.000 Scheidsrechter: Andrew Waddell (SCO) |

|                                                           |               |       |                      |                                                                                   |
| 11 november WK 1994 kwalificatie № 109 «onderlinge duels» | Albanië       | 1 – 1 | Letland              | Qemal Stafastadion, Tirana Toeschouwers: 3.500 Scheidsrechter: Gerhard Kapl (AUT) |
| 11 november WK 1994 kwalificatie № 109 «onderlinge duels» | Ilir Kepa 69' |       | 3' Oļegs Aleksejenko | Qemal Stafastadion, Tirana Toeschouwers: 3.500 Scheidsrechter: Gerhard Kapl (AUT) |

|                                                                      |                         |       |         |                                                                                  |
| 18 november Vriendschappelijk № 110 «onderlinge duels» 13:00 (UTC+1) | Polen                   | 1 – 0 | Letland | Stadion Miejski, Iława Toeschouwers: 12.000 Scheidsrechter: Sergejus Slyva (LTU) |
| 18 november Vriendschappelijk № 110 «onderlinge duels» 13:00 (UTC+1) | Grzegorz Mielcarski 70' |       |         | Stadion Miejski, Iława Toeschouwers: 12.000 Scheidsrechter: Sergejus Slyva (LTU) |

|                                                                         |                                                                                           |       |         |                                                                                                   |
| 16 december WK 1994 kwalificatie № 111 «onderlinge duels» 21:30 (UTC+1) | Spanje                                                                                    | 5 – 0 | Letland | Estadio Ramón Sánchez Pizjuán, Sevilla Toeschouwers: 19.000 Scheidsrechter: Ion Crăciunescu (ROU) |
| 16 december WK 1994 kwalificatie № 111 «onderlinge duels» 21:30 (UTC+1) | José Bakero 49' Pep Guardiola 51' Alfonso 80' Txiki Begiristain 82' Txiki Begiristain 83' |       |         | Estadio Ramón Sánchez Pizjuán, Sevilla Toeschouwers: 19.000 Scheidsrechter: Ion Crăciunescu (ROU) |

### 1993
|                                                        |                        |       |                                                 |                                                                                    |
| 20 februari Baltic Indoor Cup № 112 «onderlinge duels» | Letland                | 1 – 2 | Litouwen                                        | Myyrmäki Indoor Hall, Vantaa Toeschouwers: 200 Scheidsrechter: Timo Keltonen (FIN) |
| 20 februari Baltic Indoor Cup № 112 «onderlinge duels» | Aleksejs Semjonovs 87' |       | 69' Saulius Mikalajunas 74' Dainius Sauliauskas | Myyrmäki Indoor Hall, Vantaa Toeschouwers: 200 Scheidsrechter: Timo Keltonen (FIN) |

|                                                        |                                            |       |         |                                                                                          |
| 21 februari Baltic Indoor Cup № 113 «onderlinge duels» | Letland                                    | 2 – 0 | Estland | Myyrmäki Indoor Hall, Vantaa Toeschouwers: 100 Scheidsrechter: Styrbjörn Oskarsson (ISL) |
| 21 februari Baltic Indoor Cup № 113 «onderlinge duels» | Rolands Bulders 28' Aleksejs Semjonovs 35' |       |         | Myyrmäki Indoor Hall, Vantaa Toeschouwers: 100 Scheidsrechter: Styrbjörn Oskarsson (ISL) |

|                                                                      |                                  |       |         |                                                                             |
| 14 april WK 1994 kwalificatie № 114 «onderlinge duels» 18:30 (UTC+3) | Denemarken                       | 2 – 0 | Letland | Parken, Kopenhagen Toeschouwers: 29.088 Scheidsrechter: Rune Pedersen (NOR) |
| 14 april WK 1994 kwalificatie № 114 «onderlinge duels» 18:30 (UTC+3) | Kim Vilfort 68' Mark Strudal 76' |       |         | Parken, Kopenhagen Toeschouwers: 29.088 Scheidsrechter: Rune Pedersen (NOR) |

|                                                                    |         |       |         |                                                                             |
| 15 mei WK 1994 kwalificatie № 115 «onderlinge duels» 18:30 (UTC+3) | Letland | 0 – 0 | Albanië | Daugavastadion, Riga Toeschouwers: 3.100 Scheidsrechter: Alan Howells (WAL) |
| 15 mei WK 1994 kwalificatie № 115 «onderlinge duels» 18:30 (UTC+3) |         |       |         | Daugavastadion, Riga Toeschouwers: 3.100 Scheidsrechter: Alan Howells (WAL) |

|                                                                    |                    |       |                                   |                                                                             |
| 2 juni WK 1994 kwalificatie № 116 «onderlinge duels» 18:30 (UTC+3) | Letland            | 1 – 2 | Noord-Ierland                     | Daugavastadion, Riga Toeschouwers: 2.764 Scheidsrechter: Piotr Werner (POL) |
| 2 juni WK 1994 kwalificatie № 116 «onderlinge duels» 18:30 (UTC+3) | Ainārs Linards 55' |       | 4' Jim Magilton 15' Gerry Taggart | Daugavastadion, Riga Toeschouwers: 2.764 Scheidsrechter: Piotr Werner (POL) |

|                                                                    |         |                                    |         |                                                                         |
| 9 juni WK 1994 kwalificatie № 117 «onderlinge duels» 18:30 (UTC+3) | Letland | 0 – 2                              | Ierland | Daugavastadion, Riga Toeschouwers: 5.113 Scheidsrechter: Dick Jol (NED) |
| 9 juni WK 1994 kwalificatie № 117 «onderlinge duels» 18:30 (UTC+3) |         | 14' John Aldridge 42' Paul McGrath |         | Daugavastadion, Riga Toeschouwers: 5.113 Scheidsrechter: Dick Jol (NED) |

|                                                                    |         |                                             |         |                                                                              |
| 2 juli Baltische Beker 1993 № 118 «onderlinge duels» 18:00 (UTC+3) | Estland | 0 – 2                                       | Letland | Pärnu Kalevstadion Toeschouwers: 300 Scheidsrechter: Jevgeni Tšelnokov (EST) |
| 2 juli Baltische Beker 1993 № 118 «onderlinge duels» 18:00 (UTC+3) |         | 52' Vitālijs Astafjevs 80' Aleksejs Sarando |         | Pärnu Kalevstadion Toeschouwers: 300 Scheidsrechter: Jevgeni Tšelnokov (EST) |

|                                                                    |         |       |          |                                                                              |
| 3 juli Baltische Beker 1993 № 119 «onderlinge duels» 18:00 (UTC+3) | Letland | 0 – 0 | Litouwen | Pärnu Kalevstadion Toeschouwers: 150 Scheidsrechter: Jevgeni Tšelnokov (EST) |
| 3 juli Baltische Beker 1993 № 119 «onderlinge duels» 18:00 (UTC+3) |         |       |          | Pärnu Kalevstadion Toeschouwers: 150 Scheidsrechter: Jevgeni Tšelnokov (EST) |

|                                                                         |                               |       |         |                                                                              |
| 8 september WK 1994 kwalificatie № 120 «onderlinge duels» 20:00 (UTC+1) | Noord-Ierland                 | 2 – 0 | Letland | Windsor Park, Belfast Toeschouwers: 6.400 Scheidsrechter: João Correia (POR) |
| 8 september WK 1994 kwalificatie № 120 «onderlinge duels» 20:00 (UTC+1) | Jimmy Quinn 35' Phil Gray 80' |       |         | Windsor Park, Belfast Toeschouwers: 6.400 Scheidsrechter: João Correia (POR) |

### 1994
|                                                                 |                                           |       |       |                                                                               |
| 3 juni Vriendschappelijk № 121 «onderlinge duels» 19:00 (UTC+3) | Letland                                   | 2 – 0 | Malta | Daugavastadion, Riga Toeschouwers: 2.500 Scheidsrechter: Oleg Timofeyev (EST) |
| 3 juni Vriendschappelijk № 121 «onderlinge duels» 19:00 (UTC+3) | Aivars Drupass 41' Vitālijs Astafjevs 47' |       |       | Daugavastadion, Riga Toeschouwers: 2.500 Scheidsrechter: Oleg Timofeyev (EST) |

|                                                    |                        |       |                                                                   | |
| 26 juni Vriendschappelijk № 122 «onderlinge duels» | Letland                | 1 – 3 | Georgië                                                           | Latvijas Universitātes stadions, Riga Toeschouwers: 1.000 Scheidsrechter: Algirdas Dubinskas (LTU) |
| 26 juni Vriendschappelijk № 122 «onderlinge duels» | Vitālijs Astafjevs 60' |       | 12' Davit Dzjanasjia 73' Kacha Katsjarava 76' Gotsja Dzjamaraoeli | Latvijas Universitātes stadions, Riga Toeschouwers: 1.000 Scheidsrechter: Algirdas Dubinskas (LTU) |

|                                                                     |         |                                            |         |                                                                                     |
| 30 juli Baltische Beker 1994 № 123 «onderlinge duels» 18:30 (UTC+3) | Estland | 0 – 2                                      | Letland | Žalgirisstadion, Vilnius Toeschouwers: 250 Scheidsrechter: Algirdas Dubinskas (LTU) |
| 30 juli Baltische Beker 1994 № 123 «onderlinge duels» 18:30 (UTC+3) |         | 31' Vitālijs Astafjevs 37' Rolands Bulders |         | Žalgirisstadion, Vilnius Toeschouwers: 250 Scheidsrechter: Algirdas Dubinskas (LTU) |

|                                                                     |                        |       |         |                                                                                 |
| 31 juli Baltische Beker 1994 № 124 «onderlinge duels» 18:30 (UTC+3) | Litouwen               | 1 – 0 | Letland | Žalgirisstadion, Vilnius Toeschouwers: 600 Scheidsrechter: Oleg Timofejev (EST) |
| 31 juli Baltische Beker 1994 № 124 «onderlinge duels» 18:30 (UTC+3) | Andrius Tereškinas 67' |       |         | Žalgirisstadion, Vilnius Toeschouwers: 600 Scheidsrechter: Oleg Timofejev (EST) |

|                                                                         |         |                                                              |         |                                                                             |
| 7 september EK 1996 kwalificatie № 125 «onderlinge duels» 20:00 (UTC+3) | Letland | 0 – 3                                                        | Ierland | Daugavastadion, Riga Toeschouwers: 3.226 Scheidsrechter: Anders Frisk (SWE) |
| 7 september EK 1996 kwalificatie № 125 «onderlinge duels» 20:00 (UTC+3) |         | 16' John Aldridge 29' John Sheridan 75' (pen.) John Aldridge |         | Daugavastadion, Riga Toeschouwers: 3.226 Scheidsrechter: Anders Frisk (SWE) |

|                                                                       |                         |       |                                             |                                                                             |
| 9 oktober EK 1996 kwalificatie № 126 «onderlinge duels» 19:00 (UTC+2) | Letland                 | 1 – 3 | Portugal                                    | Daugavastadion, Riga Toeschouwers: 5.400 Scheidsrechter: Eric Blareau (BEL) |
| 9 oktober EK 1996 kwalificatie № 126 «onderlinge duels» 19:00 (UTC+2) | Jevgēņijs Miļevskis 87' |       | 33' João Pinto 70' João Pinto 71' Luís Figo | Daugavastadion, Riga Toeschouwers: 5.400 Scheidsrechter: Eric Blareau (BEL) |

|                                                                     |         |       |         |                                                                                      |
| 6 november Vriendschappelijk № 127 «onderlinge duels» 13:00 (UTC+2) | Letland | 0 – 0 | Estland | FK Ozolnieki Stadion, Ozolnieki Toeschouwers: 400 Scheidsrechter: Roman Lajuks (LAT) |
| 6 november Vriendschappelijk № 127 «onderlinge duels» 13:00 (UTC+2) |         |       |         | FK Ozolnieki Stadion, Ozolnieki Toeschouwers: 400 Scheidsrechter: Roman Lajuks (LAT) |

|                                                                         |               |                        |         |                                                                                        |
| 15 november EK 1996 kwalificatie № 128 «onderlinge duels» 14:00 (UTC+1) | Liechtenstein | 0 – 1                  | Letland | Sportpark Eschen/Mauren, Eschen Toeschouwers: 1.200 Scheidsrechter: Piotr Werner (POL) |
| 15 november EK 1996 kwalificatie № 128 «onderlinge duels» 14:00 (UTC+1) |               | 14' Vladimirs Babičevs |         | Sportpark Eschen/Mauren, Eschen Toeschouwers: 1.200 Scheidsrechter: Piotr Werner (POL) |

### 1995
|                                                                  |                                                     |       |                               |                                                                                            |
| 8 maart Vriendschappelijk № 129 «onderlinge duels» 17:00 (UTC+1) | Hongarije                                           | 3 – 1 | Letland                       | Fáy utcai Stadion, Boedapest Toeschouwers: 3.000 Scheidsrechter: Radislav Rabrenović (YUG) |
| 8 maart Vriendschappelijk № 129 «onderlinge duels» 17:00 (UTC+1) | István Hamar 46' István Hamar 53' Aurél Csertői 65' |       | 68' (pen.) Mihails Zemļinskis | Fáy utcai Stadion, Boedapest Toeschouwers: 3.000 Scheidsrechter: Radislav Rabrenović (YUG) |

|                                                                      | |       |         |                                                                                |
| 29 maart EK 1996 kwalificatie № 130 «onderlinge duels» 18:25 (UTC+2) | Oostenrijk                                                                                             | 5 – 0 | Letland | Lehenstadion, Salzburg Toeschouwers: 3.000 Scheidsrechter: Charles Agius (MLT) |
| 29 maart EK 1996 kwalificatie № 130 «onderlinge duels» 18:25 (UTC+2) | Andreas Herzog 17' Heimo Pfeifenberger 41' Andreas Herzog 59' Toni Polster 69' (pen.) Toni Polster 90' |       |         | Lehenstadion, Salzburg Toeschouwers: 3.000 Scheidsrechter: Charles Agius (MLT) |

|                                                                      |         |                       |               |                                                                            |
| 26 april EK 1996 kwalificatie № 131 «onderlinge duels» 19:00 (UTC+3) | Letland | 0 – 1                 | Noord-Ierland | Daugavastadion, Riga Toeschouwers: 1.560 Scheidsrechter: Finn Lambek (DEN) |
| 26 april EK 1996 kwalificatie № 131 «onderlinge duels» 19:00 (UTC+3) |         | 69' (pen.) Iain Dowie |               | Daugavastadion, Riga Toeschouwers: 1.560 Scheidsrechter: Finn Lambek (DEN) |

|                                                                    |                                             |       |         |                                                                             |
| 19 mei Baltische Beker 1995 № 132 «onderlinge duels» 18:00 (UTC+3) | Letland                                     | 2 – 0 | Estland | Daugavastadion, Riga Toeschouwers: 300 Scheidsrechter: Sergejus Sliva (LTU) |
| 19 mei Baltische Beker 1995 № 132 «onderlinge duels» 18:00 (UTC+3) | Armands Zeiberliņš 37' Valērijs Ivanovs 67' |       |         | Daugavastadion, Riga Toeschouwers: 300 Scheidsrechter: Sergejus Sliva (LTU) |

|                                                                    |                                                      |       |          |                                                                               |
| 21 mei Baltische Beker 1995 № 133 «onderlinge duels» 17:00 (UTC+3) | Letland                                              | 2 – 0 | Litouwen | Daugavastadion, Riga Toeschouwers: 1.200 Scheidsrechter: Oleg Timofejev (EST) |
| 21 mei Baltische Beker 1995 № 133 «onderlinge duels» 17:00 (UTC+3) | Mihails Zemļinskis 34' (pen.) Vitālijs Astafjevs 75' |       |          | Daugavastadion, Riga Toeschouwers: 1.200 Scheidsrechter: Oleg Timofejev (EST) |

|                                                                    |                                                          |       |                                 |                                                                                    |
| 3 juni EK 1996 kwalificatie № 134 «onderlinge duels» 21:00 (UTC+2) | Portugal                                                 | 3 – 2 | Letland                         | Estádio das Antas, Porto Toeschouwers: 40.000 Scheidsrechter: Zoran Petrović (YUG) |
| 3 juni EK 1996 kwalificatie № 134 «onderlinge duels» 21:00 (UTC+2) | Luís Figo 5' Carlos Secretário 19' Domingos Oliveira 21' |       | 50' Vīts Rimkus 73' Vīts Rimkus | Estádio das Antas, Porto Toeschouwers: 40.000 Scheidsrechter: Zoran Petrović (YUG) |

|                                                                    |                |       |                                               |                                                                                 |
| 7 juni EK 1996 kwalificatie № 135 «onderlinge duels» 20:00 (UTC+1) | Noord-Ierland  | 1 – 2 | Letland                                       | Windsor Park, Belfast Toeschouwers: 6.935 Scheidsrechter: Juan Ansuátegui (ESP) |
| 7 juni EK 1996 kwalificatie № 135 «onderlinge duels» 20:00 (UTC+1) | Iain Dowie 44' |       | 59' Armands Zeiberliņš 62' Vitālijs Astafjevs | Windsor Park, Belfast Toeschouwers: 6.935 Scheidsrechter: Juan Ansuátegui (ESP) |

|                                                                         |                                                        |       |                                     |                                                                           |
| 16 augustus EK 1996 kwalificatie № 136 «onderlinge duels» 19:00 (UTC+3) | Letland                                                | 3 – 2 | Oostenrijk                          | Daugavastadion, Riga Toeschouwers: 2.600 Scheidsrechter: Ilkka Koho (FIN) |
| 16 augustus EK 1996 kwalificatie № 136 «onderlinge duels» 19:00 (UTC+3) | Vīts Rimkus 11' Vīts Rimkus 59' Armands Zeiberliņš 88' |       | 69' Toni Polster 78' Dieter Ramusch | Daugavastadion, Riga Toeschouwers: 2.600 Scheidsrechter: Ilkka Koho (FIN) |

|                                                                         |                        |       |               |                                                                                   |
| 6 september EK 1996 kwalificatie № 137 «onderlinge duels» 18:30 (UTC+3) | Letland                | 1 – 0 | Liechtenstein | Daugavastadion, Riga Toeschouwers: 3.800 Scheidsrechter: Tom Henning Øvrebø (NOR) |
| 6 september EK 1996 kwalificatie № 137 «onderlinge duels» 18:30 (UTC+3) | Armands Zeiberliņš 83' |       |               | Daugavastadion, Riga Toeschouwers: 3.800 Scheidsrechter: Tom Henning Øvrebø (NOR) |

|                                                                        |                                            |       |                 |                                                                                          |
| 11 oktober EK 1996 kwalificatie № 138 «onderlinge duels» 19:30 (UTC+1) | Ierland                                    | 2 – 1 | Letland         | Lansdowne Road, Dublin Toeschouwers: 33.500 Scheidsrechter: Juan Antonio Fernández (ESP) |
| 11 oktober EK 1996 kwalificatie № 138 «onderlinge duels» 19:30 (UTC+1) | John Aldridge 61' (pen.) John Aldridge 64' |       | 78' Vīts Rimkus | Lansdowne Road, Dublin Toeschouwers: 33.500 Scheidsrechter: Juan Antonio Fernández (ESP) |

### 1996
|                                                                   |                         |       |         | |
| 12 maart Vriendschappelijk № 139 «onderlinge duels» 15:30 (UTC+2) | Cyprus                  | 1 – 0 | Letland | Antonis Papadopoulosstadion, Larnaca Toeschouwers: 1.200 Scheidsrechter: Giannakis Kiprianidis (CYP) |
| 12 maart Vriendschappelijk № 139 «onderlinge duels» 15:30 (UTC+2) | Marios Agathokleous 47' |       |         | Antonis Papadopoulosstadion, Larnaca Toeschouwers: 1.200 Scheidsrechter: Giannakis Kiprianidis (CYP) |

|                                                                    |                 |       |                     |                                                                                  |
| 7 juli Baltische Beker 1996 № 140 «onderlinge duels» 18:00 (UTC+3) | Estland         | 1 – 1 | Letland             | Kreenholmi Stadion, Narva Toeschouwers: 350 Scheidsrechter: Gintaras Dilda (LTU) |
| 7 juli Baltische Beker 1996 № 140 «onderlinge duels» 18:00 (UTC+3) | Urmas Rooba 36' |       | 16' Rolands Bulders | Kreenholmi Stadion, Narva Toeschouwers: 350 Scheidsrechter: Gintaras Dilda (LTU) |

|                                                                    |                           |       |                                                   |                                                                             |
| 8 juli Baltische Beker 1996 № 141 «onderlinge duels» 18:00 (UTC+3) | Letland                   | 1 – 2 | Litouwen                                          | Kreenholmi Stadion, Narva Toeschouwers: 200 Scheidsrechter: Jüri Saar (EST) |
| 8 juli Baltische Beker 1996 № 141 «onderlinge duels» 18:00 (UTC+3) | Aleksandrs Jelisejevs 44' |       | 4' Tomas Ražanauskas 67' (pen.) Ričardas Zdančius | Kreenholmi Stadion, Narva Toeschouwers: 200 Scheidsrechter: Jüri Saar (EST) |

|                                                                      |         |       |         |                                                                               |
| 14 augustus Vriendschappelijk № 142 «onderlinge duels» 18:30 (UTC+3) | Letland | 0 – 0 | Finland | Daugavastadion, Riga Toeschouwers: 5.500 Scheidsrechter: Oleg Timofeyev (EST) |
| 14 augustus Vriendschappelijk № 142 «onderlinge duels» 18:30 (UTC+3) |         |       |         | Daugavastadion, Riga Toeschouwers: 5.500 Scheidsrechter: Oleg Timofeyev (EST) |

|                                                                         |                 |       |                                        |                                                                              |
| 1 september WK 1998 kwalificatie № 143 «onderlinge duels» 19:00 (UTC+3) | Letland         | 1 – 2 | Zweden                                 | Daugavastadion, Riga Toeschouwers: 6.500 Scheidsrechter: László Vágner (HUN) |
| 1 september WK 1998 kwalificatie № 143 «onderlinge duels» 19:00 (UTC+3) | Vīts Rimkus 56' |       | 17' Martin Dahlin 20' Kennet Andersson | Daugavastadion, Riga Toeschouwers: 6.500 Scheidsrechter: László Vágner (HUN) |

|                                                                       |         |                                     |           |                                                                            |
| 5 oktober WK 1998 kwalificatie № 144 «onderlinge duels» 19:15 (UTC+3) | Letland | 0 – 2                               | Schotland | Daugavastadion, Riga Toeschouwers: 9.500 Scheidsrechter: Jiří Ulrich (CZE) |
| 5 oktober WK 1998 kwalificatie № 144 «onderlinge duels» 19:15 (UTC+3) |         | 18' John Collins 80' Darren Jackson |           | Daugavastadion, Riga Toeschouwers: 9.500 Scheidsrechter: Jiří Ulrich (CZE) |

|                                                                       |                        |       |                        |                                                                                    |
| 9 oktober WK 1998 kwalificatie № 145 «onderlinge duels» 18:30 (UTC+3) | Wit-Rusland            | 1 – 1 | Letland                | Dinamostadion, Minsk Toeschouwers: 7.000 Scheidsrechter: Sergo Kvaratskhelia (GEO) |
| 9 oktober WK 1998 kwalificatie № 145 «onderlinge duels» 18:30 (UTC+3) | Uladzimir Makowski 78' |       | 16' Mihails Zemļinskis | Dinamostadion, Minsk Toeschouwers: 7.000 Scheidsrechter: Sergo Kvaratskhelia (GEO) |

|                                                                        |                                     |       |                 |                                                                                      |
| 9 november WK 1998 kwalificatie № 146 «onderlinge duels» 18:15 (UTC+1) | Oostenrijk                          | 2 – 1 | Letland         | Ernst Happelstadion, Wenen Toeschouwers: 15.700 Scheidsrechter: Milan Mitrović (SLO) |
| 9 november WK 1998 kwalificatie № 146 «onderlinge duels» 18:15 (UTC+1) | Toni Polster 43' Andreas Herzog 73' |       | 45' Vīts Rimkus | Ernst Happelstadion, Wenen Toeschouwers: 15.700 Scheidsrechter: Milan Mitrović (SLO) |

### 1997
|                                                                                |                                          |       |         |                                                                                           |
| 14 februari Cyprus Voetbaltoernooi 1997 № 147 «onderlinge duels» 15:15 (UTC+2) | Cyprus                                   | 2 – 0 | Letland | Tasos Markoustadion, Paralimni Toeschouwers: 4.000 Scheidsrechter: Andreas Georgiou (CYP) |
| 14 februari Cyprus Voetbaltoernooi 1997 № 147 «onderlinge duels» 15:15 (UTC+2) | Nicolas Georgiou 9' Yiotis Engomitis 20' |       |         | Tasos Markoustadion, Paralimni Toeschouwers: 4.000 Scheidsrechter: Andreas Georgiou (CYP) |

|                                                                                |                           |       |          |                                                                                      |
| 15 februari Cyprus Voetbaltoernooi 1997 № 148 «onderlinge duels» 15:15 (UTC+2) | Letland                   | 1 – 0 | Litouwen | Anagennisistadion, Dherynia Toeschouwers: 200 Scheidsrechter: Andreas Georgiou (CYP) |
| 15 februari Cyprus Voetbaltoernooi 1997 № 148 «onderlinge duels» 15:15 (UTC+2) | Aleksandrs Jelisejevs 66' |       |          | Anagennisistadion, Dherynia Toeschouwers: 200 Scheidsrechter: Andreas Georgiou (CYP) |

|                                                                                |                                                          |       |                                           |                                                                                           |
| 17 februari Cyprus Voetbaltoernooi 1997 № 149 «onderlinge duels» 15:15 (UTC+2) | Polen                                                    | 3 – 2 | Letland                                   | Anagennisistadion, Dherynia Toeschouwers: 100 Scheidsrechter: Yiannakis Kiprianidis (CYP) |
| 17 februari Cyprus Voetbaltoernooi 1997 № 149 «onderlinge duels» 15:15 (UTC+2) | Radosław Kałużny 63' Piotr Jegor 83' Waldemar Kryger 90' |       | 22' Oļeg Blagonadeždins 55' Marian Pahars | Anagennisistadion, Dherynia Toeschouwers: 100 Scheidsrechter: Yiannakis Kiprianidis (CYP) |

|                                                                  |                   |       |         |                                                                                |
| 2 april Vriendschappelijk № 150 «onderlinge duels» 20:15 (UTC+2) | Zwitserland       | 1 – 0 | Letland | Stadion Allmend, Luzern Toeschouwers: 200 Scheidsrechter: Roger Philippi (LUX) |
| 2 april Vriendschappelijk № 150 «onderlinge duels» 20:15 (UTC+2) | Adrian Kunz 90+3' |       |         | Stadion Allmend, Luzern Toeschouwers: 200 Scheidsrechter: Roger Philippi (LUX) |

|                                                                      |                                           |       |             |                                                                           |
| 30 april WK 1998 kwalificatie № 151 «onderlinge duels» 17:00 (UTC+3) | Letland                                   | 2 – 0 | Wit-Rusland | Daugavastadion, Riga Toeschouwers: 4.200 Scheidsrechter: Ilkka Koho (FIN) |
| 30 april WK 1998 kwalificatie № 151 «onderlinge duels» 17:00 (UTC+3) | Jurijs Ševļakovs 38' Jurijs Ševļakovs 83' |       |             | Daugavastadion, Riga Toeschouwers: 4.200 Scheidsrechter: Ilkka Koho (FIN) |

|                                                                    |                    |       |                                                                           |                                                                                    |
| 18 mei WK 1998 kwalificatie № 152 «onderlinge duels» 19:00 (UTC+3) | Estland            | 1 – 3 | Letland                                                                   | Kadriorustadion, Tallinn Toeschouwers: 2.500 Scheidsrechter: Darko Cvitkovic (CRO) |
| 18 mei WK 1998 kwalificatie № 152 «onderlinge duels» 19:00 (UTC+3) | Indrek Zelinski 5' |       | 53' Vladimirs Babičevs 80' Aleksandrs Jelisejevs 87' (e.d.) Marek Lemsalu | Kadriorustadion, Tallinn Toeschouwers: 2.500 Scheidsrechter: Darko Cvitkovic (CRO) |

|                                                                    |                        |       |                                                     |                                                                         |
| 8 juni WK 1998 kwalificatie № 153 «onderlinge duels» 19:00 (UTC+3) | Letland                | 1 – 3 | Oostenrijk                                          | Daugavastadion, Riga Toeschouwers: 9.200 Scheidsrechter: Dick Jol (NED) |
| 8 juni WK 1998 kwalificatie № 153 «onderlinge duels» 19:00 (UTC+3) | Vitālijs Astafjevs 87' |       | 55' Andreas Heraf 81' Toni Polster 82' Peter Stöger | Daugavastadion, Riga Toeschouwers: 9.200 Scheidsrechter: Dick Jol (NED) |

|                                                                  |                                                                                    |       |                   |                                                                               |
| 25 juni Vriendschappelijk № 154 «onderlinge duels» 19:00 (UTC+3) | Letland                                                                            | 4 – 1 | Andorra           | Daugavastadion, Riga Toeschouwers: 1.400 Scheidsrechter: Oleg Timofejev (EST) |
| 25 juni Vriendschappelijk № 154 «onderlinge duels» 19:00 (UTC+3) | Andrejs Štolcers 36' Imants Bleidelis 58' Imants Bleidelis 83' Igors Stepanovs 82' |       | 63' Óscar Sonejee | Daugavastadion, Riga Toeschouwers: 1.400 Scheidsrechter: Oleg Timofejev (EST) |

|                                                                     |                   |       |                                          |                                                                                     |
| 10 juli Baltische Beker 1997 № 155 «onderlinge duels» 14:00 (UTC+3) | Estland           | 1 – 2 | Letland                                  | Žalgirisstadion, Vilnius Toeschouwers: 150 Scheidsrechter: Algirdas Dubinskas (LTU) |
| 10 juli Baltische Beker 1997 № 155 «onderlinge duels» 14:00 (UTC+3) | Marko Kristal 15' |       | 30' Vladimirs Babičevs 50' Marian Pahars | Žalgirisstadion, Vilnius Toeschouwers: 150 Scheidsrechter: Algirdas Dubinskas (LTU) |

|                                                       |                   |       |         |                                                                                 |
| 11 juli Baltische Beker 1997 № 156 «onderlinge duels» | Litouwen          | 1 – 0 | Letland | Žalgirisstadion, Vilnius Toeschouwers: 400 Scheidsrechter: Oleg Timofejev (EST) |
| 11 juli Baltische Beker 1997 № 156 «onderlinge duels» | Tomas Ramelis 66' |       |         | Žalgirisstadion, Vilnius Toeschouwers: 400 Scheidsrechter: Oleg Timofejev (EST) |

|                                                                      |         |       |              |                                                                             |
| 19 augustus Vriendschappelijk № 157 «onderlinge duels» 18:30 (UTC+3) | Letland | 0 – 0 | Azerbeidzjan | Daugavastadion, Riga Toeschouwers: 2.500 Scheidsrechter: Mika Peltola (FIN) |
| 19 augustus Vriendschappelijk № 157 «onderlinge duels» 18:30 (UTC+3) |         |       |              | Daugavastadion, Riga Toeschouwers: 2.500 Scheidsrechter: Mika Peltola (FIN) |

|                                                                         |                               |       |         |                                                                              |
| 6 september WK 1998 kwalificatie № 158 «onderlinge duels» 18:30 (UTC+3) | Letland                       | 1 – 0 | Estland | Daugavastadion, Riga Toeschouwers: 2.500 Scheidsrechter: Otar Guntadze (GEO) |
| 6 september WK 1998 kwalificatie № 158 «onderlinge duels» 18:30 (UTC+3) | Mihails Zemļinskis 87' (pen.) |       |         | Daugavastadion, Riga Toeschouwers: 2.500 Scheidsrechter: Otar Guntadze (GEO) |

|                                                                          |                    |       |         |                                                                              |
| 10 september WK 1998 kwalificatie № 159 «onderlinge duels» 19:00 (UTC+2) | Zweden             | 1 – 0 | Letland | Råsundastadion, Solna Toeschouwers: 20.251 Scheidsrechter: Markus Merk (GER) |
| 10 september WK 1998 kwalificatie № 159 «onderlinge duels» 19:00 (UTC+2) | Mattias Jonson 88' |       |         | Råsundastadion, Solna Toeschouwers: 20.251 Scheidsrechter: Markus Merk (GER) |

|                                                                        |                                      |       |         |                                                                               |
| 11 oktober WK 1998 kwalificatie № 160 «onderlinge duels» 15:00 (UTC+1) | Schotland                            | 2 – 0 | Letland | Celtic Park, Glasgow Toeschouwers: 47.613 Scheidsrechter: Sándor Piller (HUN) |
| 11 oktober WK 1998 kwalificatie № 160 «onderlinge duels» 15:00 (UTC+1) | Kevin Gallacher 42' Gordon Durie 80' |       |         | Celtic Park, Glasgow Toeschouwers: 47.613 Scheidsrechter: Sándor Piller (HUN) |

### 1998
|                                                                |                             |       |                                                 |                                                                                     |
| 6 februari Malta Voetbaltoernooi 1998 № 161 «onderlinge duels» | Letland                     | 1 – 2 | Georgië                                         | Ta' Qalistadion, Ta' Qali Toeschouwers: 3.000 Scheidsrechter: Alfred Micallef (MLT) |
| 6 februari Malta Voetbaltoernooi 1998 № 161 «onderlinge duels» | Imants Bleidelis 86' (pen.) |       | 50' Gotsja Dzjamaraoeli 72' Gotsja Dzjamaraoeli | Ta' Qalistadion, Ta' Qali Toeschouwers: 3.000 Scheidsrechter: Alfred Micallef (MLT) |

|                                                                              |                                     |       |                   |                                                                                   |
| 8 februari Malta Voetbaltoernooi 1998 № 162 «onderlinge duels» 16:00 (UTC+1) | Malta                               | 2 – 1 | Letland           | Ta' Qalistadion, Ta' Qali Toeschouwers: 1.300 Scheidsrechter: Otar Guntadze (GEO) |
| 8 februari Malta Voetbaltoernooi 1998 № 162 «onderlinge duels» 16:00 (UTC+1) | Carmel Busuttil 57' Joe Brincat 85' |       | 68' Marian Pahars | Ta' Qalistadion, Ta' Qali Toeschouwers: 1.300 Scheidsrechter: Otar Guntadze (GEO) |

|                                                                               |                                        |       |                                     |                                                                                     |
| 10 februari Malta Voetbaltoernooi 1998 № 163 «onderlinge duels» 14:00 (UTC+1) | Albanië                                | 2 – 2 | Letland                             | Ta' Qalistadion, Ta' Qali Toeschouwers: 2.500 Scheidsrechter: Lawrence Sammut (MLT) |
| 10 februari Malta Voetbaltoernooi 1998 № 163 «onderlinge duels» 14:00 (UTC+1) | Bledar Kola 44' (pen.) Bledar Kola 46' |       | 35' Marian Pahars 53' Marian Pahars | Ta' Qalistadion, Ta' Qali Toeschouwers: 2.500 Scheidsrechter: Lawrence Sammut (MLT) |

|                                                        |                      |       |                                                  |                                                                               |
| 21 april Baltische Beker 1998 № 164 «onderlinge duels» | Letland              | 1 – 2 | Litouwen                                         | Daugavastadion, Liepāja Toeschouwers: 2.500 Scheidsrechter: Sten Kaldma (EST) |
| 21 april Baltische Beker 1998 № 164 «onderlinge duels» | Igors Sļesarčuks 85' |       | 20' (e.d.) Igors Stepanovs 71' Irmantas Stumbrys | Daugavastadion, Liepāja Toeschouwers: 2.500 Scheidsrechter: Sten Kaldma (EST) |

|                                                                 |                        |       |                                                                                    |                                                                                |
| 17 mei Vriendschappelijk № 165 «onderlinge duels» 18:00 (UTC+3) | Letland                | 1 – 5 | Israël                                                                             | Daugavastadion, Riga Toeschouwers: 2.000 Scheidsrechter: Ihor Yarmenchuk (UKR) |
| 17 mei Vriendschappelijk № 165 «onderlinge duels» 18:00 (UTC+3) | Valentīns Lobaņovs 84' |       | 16' Avi Nimni 23' Jan Talesnikov 31' Najwan Ghrayib 63' Assi Tubi 79' Alon Mizrahi | Daugavastadion, Riga Toeschouwers: 2.000 Scheidsrechter: Ihor Yarmenchuk (UKR) |

|                                                       |         |                                          |         |                                                                                       |
| 25 juni Baltische Beker 1998 № 166 «onderlinge duels» | Estland | 0 – 2                                    | Letland | Valga linnastaadion, Valga Toeschouwers: 300 Scheidsrechter: Algirdas Dubinskas (LTU) |
| 25 juni Baltische Beker 1998 № 166 «onderlinge duels» |         | 19' Marian Pahars 87' Vladimirs Babičevs |         | Valga linnastaadion, Valga Toeschouwers: 300 Scheidsrechter: Algirdas Dubinskas (LTU) |

|                                                                  |         |                                      |         |                                                                                 |
| 26 juni Vriendschappelijk № 167 «onderlinge duels» 19:00 (UTC+3) | Andorra | 0 – 2                                | Letland | Pärnu Kalevstadion, Pärnu Toeschouwers: 70 Scheidsrechter: Oleg Timofejev (EST) |
| 26 juni Vriendschappelijk № 167 «onderlinge duels» 19:00 (UTC+3) |         | 75' Vīts Rimkus 82' Imants Bleidelis |         | Pärnu Kalevstadion, Pärnu Toeschouwers: 70 Scheidsrechter: Oleg Timofejev (EST) |

|                                                                    |                                                                                      |       |                      |                                                                                      |
| 19 augustus Vriendschappelijk № 168 «onderlinge duels» 20:00 (UTC) | IJsland                                                                              | 4 – 1 | Letland              | Laugardalsvöllur, Reykjavik Toeschouwers: 1.742 Scheidsrechter: Lassin Isaksen (FAR) |
| 19 augustus Vriendschappelijk № 168 «onderlinge duels» 20:00 (UTC) | Þórður Guðjónsson 49' Þórður Guðjónsson 54' Ríkharður Daðason 61' Auðun Helgason 90' |       | 49' Aleksejs Šarando | Laugardalsvöllur, Reykjavik Toeschouwers: 1.742 Scheidsrechter: Lassin Isaksen (FAR) |

|                                                                         |                     |       |                                                                      |                                                                                  |
| 6 september EK 2000 kwalificatie № 169 «onderlinge duels» 20:15 (UTC+2) | Noorwegen           | 1 – 3 | Letland                                                              | Ullevaalstadion, Oslo Toeschouwers: 11.031 Scheidsrechter: Syarhey Shmolik (BLR) |
| 6 september EK 2000 kwalificatie № 169 «onderlinge duels» 20:15 (UTC+2) | Ståle Solbakken 18' |       | 17' Marian Pahars 53' Andrejs Štolcers 64' (pen.) Mihails Zemļinskis | Ullevaalstadion, Oslo Toeschouwers: 11.031 Scheidsrechter: Syarhey Shmolik (BLR) |

|                                                                        |                     |       |         |                                                                                 |
| 10 oktober EK 2000 kwalificatie № 170 «onderlinge duels» 18:30 (UTC+3) | Letland             | 1 – 0 | Georgië | Daugavastadion, Riga Toeschouwers: 4.000 Scheidsrechter: Constantin Zotta (ROU) |
| 10 oktober EK 2000 kwalificatie № 170 «onderlinge duels» 18:30 (UTC+3) | Andrejs Stolcers 2' |       |         | Daugavastadion, Riga Toeschouwers: 4.000 Scheidsrechter: Constantin Zotta (ROU) |

|                                                                        |                 |       |         |                                                                                          |
| 14 oktober EK 2000 kwalificatie № 171 «onderlinge duels» 20:00 (UTC+2) | Slovenië        | 1 – 0 | Letland | Ljudski vrt-stadion, Maribor Toeschouwers: 8.000 Scheidsrechter: Karen Nalbandiyan (ARM) |
| 14 oktober EK 2000 kwalificatie № 171 «onderlinge duels» 20:00 (UTC+2) | Sašo Udovič 85' |       |         | Ljudski vrt-stadion, Maribor Toeschouwers: 8.000 Scheidsrechter: Karen Nalbandiyan (ARM) |

|                                                        |                                                       |       |         |                                                                                      |
| 10 november Vriendschappelijk № 172 «onderlinge duels» | Tunesië                                               | 3 – 0 | Letland | Stade Olympique El Menzah, Tunis Toeschouwers: 6.500 Scheidsrechter: Ben Betka (ALG) |
| 10 november Vriendschappelijk № 172 «onderlinge duels» | Hassan Gabsi 13' Ayadi Hamrouni 45' Maher Kanzari 56' |       |         | Stade Olympique El Menzah, Tunis Toeschouwers: 6.500 Scheidsrechter: Ben Betka (ALG) |

### 1999
|                                                                      |                                  |       |         |                                                                                          |
| 24 februari Vriendschappelijk № 173 «onderlinge duels» 18:30 (UTC+2) | Israël                           | 2 – 0 | Letland | Teddy Kollekstadion, Jeruzalem Toeschouwers: 6.000 Scheidsrechter: Edgar Steinborn (GER) |
| 24 februari Vriendschappelijk № 173 «onderlinge duels» 18:30 (UTC+2) | Haim Revivo 23' Ronen Harazi 27' |       |         | Teddy Kollekstadion, Jeruzalem Toeschouwers: 6.000 Scheidsrechter: Edgar Steinborn (GER) |

|                                                                      |         |       |             |                                                                                 |
| 31 maart EK 2000 kwalificatie № 174 «onderlinge duels» 20:00 (UTC+3) | Letland | 0 – 0 | Griekenland | Daugavastadion, Riga Toeschouwers: 4.300 Scheidsrechter: Knud Erik Fisker (DEN) |
| 31 maart EK 2000 kwalificatie № 174 «onderlinge duels» 20:00 (UTC+3) |         |       |             | Daugavastadion, Riga Toeschouwers: 4.300 Scheidsrechter: Knud Erik Fisker (DEN) |

|                                                                      |         |       |         |                                                                            |
| 28 april EK 2000 kwalificatie № 175 «onderlinge duels» 19:00 (UTC+3) | Letland | 0 – 0 | Albanië | Daugavastadion, Riga Toeschouwers: 2.700 Scheidsrechter: Eric Romain (BEL) |
| 28 april EK 2000 kwalificatie № 175 «onderlinge duels» 19:00 (UTC+3) |         |       |         | Daugavastadion, Riga Toeschouwers: 2.700 Scheidsrechter: Eric Romain (BEL) |

|                                                                    |                   |       |                                              |                                                                                 |
| 5 juni EK 2000 kwalificatie № 176 «onderlinge duels» 18:30 (UTC+3) | Letland           | 1 – 2 | Slovenië                                     | Skontostadion, Riga Toeschouwers: 2.500 Scheidsrechter: Juan Manuel Brito (ESP) |
| 5 juni EK 2000 kwalificatie № 176 «onderlinge duels» 18:30 (UTC+3) | Marian Pahars 18' |       | 25' Zlatko Zahovič 39' (pen.) Zlatko Zahovič | Skontostadion, Riga Toeschouwers: 2.500 Scheidsrechter: Juan Manuel Brito (ESP) |

|                                                                    |                             |       |                                                      |                                                                                                   |
| 9 juni EK 2000 kwalificatie № 177 «onderlinge duels» 21:00 (UTC+3) | Griekenland                 | 1 – 2 | Letland                                              | Olympisch Stadion Spyridon Louis, Athene Toeschouwers: 15.135 Scheidsrechter: Lubomír Puček (CZE) |
| 9 juni EK 2000 kwalificatie № 177 «onderlinge duels» 21:00 (UTC+3) | Andreas Niniadis 37' (pen.) |       | 24' Māris Verpakovskis 90' (pen.) Mihails Zemļinskis | Olympisch Stadion Spyridon Louis, Athene Toeschouwers: 15.135 Scheidsrechter: Lubomír Puček (CZE) |

|                                                                  |                                         |       |         |                                                                                               |
| 26 juni Vriendschappelijk № 178 «onderlinge duels» 16:00 (UTC−3) | Brazilië                                | 3 – 0 | Letland | Estádio Joaquim Américo, Curitiba Toeschouwers: 30.000 Scheidsrechter: Gustavo Gallesio (URU) |
| 26 juni Vriendschappelijk № 178 «onderlinge duels» 16:00 (UTC−3) | Alex 27' Roberto Carlos 53' Ronaldo 73' |       |         | Estádio Joaquim Américo, Curitiba Toeschouwers: 30.000 Scheidsrechter: Gustavo Gallesio (URU) |

|                                                                         |                                               |       |                                                                    |                                                                                  |
| 4 september EK 2000 kwalificatie № 179 «onderlinge duels» 19:30 (UTC+2) | Albanië                                       | 3 – 3 | Letland                                                            | Qemal Stafastadion, Tirana Toeschouwers: 4.000 Scheidsrechter: Alain Hamer (LUX) |
| 4 september EK 2000 kwalificatie № 179 «onderlinge duels» 19:30 (UTC+2) | Alban Bushi 20' Alban Bushi 78' Devi Muka 90' |       | 20' Vitālijs Astafjevs 62' Vitālijs Astafjevs 70' Andrejs Štolcers | Qemal Stafastadion, Tirana Toeschouwers: 4.000 Scheidsrechter: Alain Hamer (LUX) |

|                                                                         |                                              |       |                                          |                                                                                              |
| 8 september EK 2000 kwalificatie № 180 «onderlinge duels» 19:00 (UTC+5) | Georgië                                      | 2 – 2 | Letland                                  | Boris Paitsjadzestadion, Tbilisi Toeschouwers: 15.000 Scheidsrechter: Miroslav Radoman (YUG) |
| 8 september EK 2000 kwalificatie № 180 «onderlinge duels» 19:00 (UTC+5) | Sjota Arveladze 30' Micheil Kavelasjvili 52' |       | 62' Imants Bleidelis 90' Igors Stepanovs | Boris Paitsjadzestadion, Tbilisi Toeschouwers: 15.000 Scheidsrechter: Miroslav Radoman (YUG) |

|                                                                       |                   |       |                                            |                                                                               |
| 9 oktober EK 2000 kwalificatie № 181 «onderlinge duels» 20:00 (UTC+3) | Letland           | 1 – 2 | Noorwegen                                  | Daugavastadion, Riga Toeschouwers: 2.500 Scheidsrechter: Dietmar Drabek (AUT) |
| 9 oktober EK 2000 kwalificatie № 181 «onderlinge duels» 20:00 (UTC+3) | Marian Pahars 52' |       | 51' Ole Gunnar Solskjær 85' Tore André Flo | Daugavastadion, Riga Toeschouwers: 2.500 Scheidsrechter: Dietmar Drabek (AUT) |

LFF · A-internationals · Bondscoaches · Statistieken · Lets vrouwenelftal · Olympisch elftal · Letland U21 · Letland U20 · Letland U19 · Letland U18 · Letland U17 · Letland U16
1922 – 1929 ·
1930 – 1940 ·
1950 – 1989 · 
1990 – 1999 ·
2000 – 2009 ·
2010 – 2019 ·
2020 – 2029
EK 1996 · 
EK 2000 · 
EK 2004 · 
EK 2008 · 
EK 2012
WK 1994 · 
WK 1998 · 
WK 2002 · 
WK 2006 · 
WK 2010 · 
WK 2014
OS 1924
1922 · 
1923 · 
1924 · 
1925 · 
1926 · 
1927 · 
1928 · 
1929 · 
1930 · 
1931 · 
1932 · 
1933 · 
1934 · 
1935 · 
1936 · 
1937 · 
1938 · 
1939 · 
1940 · 
1941 · 
1942 · 
1943 · 1944 · 
1945 · 
1946 · 
1947 · 
1948 · 
1949 · 
1950 – 1990 · 
1991 · 
1992 · 
1993 · 
1994 · 
1995 · 
1996 · 
1997 · 
1998 · 
1999 · 
2000 · 
2001 · 
2002 · 
2003 · 
2004 · 
2005 · 
2006 · 
2007 · 
2008 · 
2009 · 
2010 · 
2011 · 
2012 · 
2013 · 
2014 · 
2015 · 
2016 · 
2017 ·
2018 ·
2019 ·
2020 ·
2021 ·
2022
Albanië ·
Andorra ·
Angola ·
Armenië ·
Azerbeidzjan ·
Bahrein ·
België ·
Bolivia ·
Bosnië en Herzegovina ·
Brazilië ·
Bulgarije ·
China ·
Cyprus ·
Denemarken ·
Duitsland ·
Engeland ·
Estland ·
Faeröer · 
Finland ·
Frankrijk ·
Georgië ·
Ghana ·
Gibraltar ·
Griekenland ·
Honduras ·
Hongarije ·
Ierland ·
IJsland ·
Israël ·
Japan ·
Kazachstan ·
Koeweit ·
Kosovo ·
Kroatië ·
Liechtenstein ·
Litouwen ·
Luxemburg ·
Malta ·
Moldavië ·
Montenegro ·
Nederland ·
Noord-Ierland ·
Noord-Korea ·
Noord-Macedonië ·
Noorwegen ·
Oekraïne ·
Oezbekistan · 
Oman ·
Oostenrijk ·
Polen ·
Portugal ·
Qatar ·
Roemenië · 
Rusland ·
San Marino ·
Saoedi-Arabië ·
Schotland ·
Slovenië ·
Slowakije ·
Spanje ·
Thailand ·
Tsjechië ·
Tunesië ·
Turkije ·
Verenigde Staten ·
Wales ·
Wit-Rusland ·
Zuid-Korea ·
Zweden ·
Zwitserland
CONMEBOL: Bolivia · Chili  · Colombia · Ecuador · Uruguay · Venezuela

UEFA: Albanië · Andorra · Armenië · Azerbeidzjan · België · Bosnië en Herzegovina · Bulgarije · Cyprus · Denemarken · (West-)Duitsland · Duitse Democratische Republiek · Engeland · Estland · Faeröer · Finland · Frankrijk · Georgië · Griekenland · Hongarije · IJsland · Ierland · Israël · Italië · Joegoslavië · Kroatië · Letland · Liechtenstein · Litouwen · Luxemburg · Malta · Moldavië · Nederland · Noord-Ierland · Noord-Macedonië · Noorwegen · Oekraïne · Oostenrijk · Polen · Portugal · Roemenië · Rusland · San Marino · Schotland · Slovenië · Slowakije · Sovjet-Unie/GOS ·  Spanje · Tsjechië · Tsjecho-Slowakije · Turkije · Wales · Wit-Rusland · Zweden · Zwitserland

AFC: Kazachstan

CAF: Madagaskar

CONCACAF: Belize · Canada